# Виды рода Бархатцы
- Список составлен на основе данных сайта Список растений Мировой флоры онлайн по состоянию на июнь 2023 года[1].
- В списке приведены 52 подтвержденных таксона в ранге вида.
- Таксоны в статусе неподтвержденных, ожидающие уточнения систематического положения, в список не включены.
- Синонимика видов в данном списке не приводится.

| A B C D E F G H I J K L M N O P R S T U V W Y Z |

## A
- Tagetes apetala  Posada-Ar. — Чили[2].
- Tagetes arenicola  Panero &  Villaseñor — Мексика[3].
- Tagetes argentina  Cabrera — Аргентина[2].

## B
- Tagetes biflora  Cabrera — Аргентина, Чили[2].

## C
- Tagetes campanulata  Griseb. — Аргентина[2].
- Tagetes coronopifolia  Willd. — Мексика[4].

## D
- Tagetes daucoides  Schrad. — Боливия[2].
- Tagetes dianthiflora  Kunth — Эквадор, Перу[2].

## E
- Tagetes elliptica  Sm. — Перу[2].
- Tagetes epapposa  B.L.Turner — Мексика[5].
- Tagetes erecta L. — Бархатцы прямостоячие, или Бархатцы африканские — Боливия, Бразилия, Эквадор, Перу, Венесуэла[2].

## F
- Tagetes filifolia  Lag. — Аргентина, Боливия, Колумбия, Эквадор, Перу, Венесуэла[2]
- Tagetes foetidissima  hort. ex  DC. — Мексика, Гондурас, Гватемала, Сальвадор, Коста-Рика[6].

## G
- Tagetes gracilis  DC. — Перу[2].

## H
- Tagetes hartwegii  Greenm. — Мексика[7].

## I
- Tagetes iltisiana  H.Rob. — Боливия[2].
- Tagetes inclusa  Muschl.

## L
- Tagetes lacera  Brandegee — Мексика[8].
- Tagetes laxa  Cabrera — Аргентина[2].
- Tagetes lemmonii  A.Gray — Мексика, США[9]
- Tagetes linifolia  Seaton — Мексика[10]
- Tagetes lucida  (Sweet)  Voss
- Tagetes lucida  Cav.  — Мексика, Сальвадор, Гватемала, Гондурас[11].
- Tagetes lunulata  Ortega — Мексика, интродуцирован в Индию[12].

## M
- Tagetes mandonii  Sch.Bip. ex  Klatt — Боливия[2].
- Tagetes mendocina  Phil. — Аргентина[2].
- Tagetes micrantha  Cav. — Боливия, Колумбия[2].
- Tagetes minima  L.
- Tagetes minuta  L. — Аргентина, Боливия, Бразилия, Чили, Колумбия, Эквадор, Парагвай, Уругвай[2].
- Tagetes moorei  H.Rob.
- Tagetes mulleri  S.F.Blake — Мексика[13].
- Tagetes multiflora  Kunth — Аргентина, Боливия, Чили, Эквадор, Перу[2].

## N
- Tagetes nelsonii  Greenm. — Мексика, Гватемала[14].

## O
- Tagetes oaxacana  B.L.Turner — Мексика[15].
- Tagetes osteni  Hicken — Бразилия, Уругвай[2].

## P
- Tagetes palmeri  A.Gray — Мексика[16].
- Tagetes parryi  A.Gray — Мексика[17].
- Tagetes pauciloba  DC. — Аргентина[18].
- Tagetes perezi  Cabrera — Аргентина[2].
- Tagetes persicifolia  (Benth.)  B.L.Turner
- Tagetes praetermissa  (Strother)  H.Rob. — Боливия[2]
- Tagetes pringlei  S.Watson — Мексика[19].

## R
- Tagetes riojana  M.Ferraro — Аргентина[2].
- Tagetes rupestris  Cabrera — Аргентина[2].

## S
- Tagetes sororia  Standl. &  Steyerm. — Гватемала[20].
- Tagetes stenophylla  B.L.Rob. — Мексика[21].
- Tagetes subulata  Cerv. — Колумбия, Венесуэла[2].

## T
- Tagetes tenuifolia  Cav. — Колумбия[2].
- Tagetes terniflora  Kunth  — Аргентина, Боливия, Колумбия, Эквадор, Перу, Венесуэла[2].

## V
- Tagetes verticillata  Lag. &  Rod. — Колумбия, Эквадор, Венесуэла[2].

## Z
- Tagetes zypaquinensis  Bonpl.  — Колумбия, Эквадор[2].